# Odd-Bjørn Hjelmeset
Odd-Bjørn Hjelmeset (Nordfjordeid, 6 de diciembre de 1971) es un deportista noruego que compitió en esquí de fondo.
Participó en tres Juegos Olímpicos de Invierno, obteniendo dos medallas, bronce en  en Salt Lake City 2002, en los 50 km, y plata en Vancouver 2010, en el relevo (junto con Martin Johnsrud Sundby, Lars Berger y Petter Northug).
Ganó ocho medallas en el Campeonato Mundial de Esquí Nórdico entre los años 1999 y 2009.

## Palmarés internacional
| Juegos Olímpicos   | Juegos Olímpicos                | Juegos Olímpicos  | Juegos Olímpicos |
| Año                | Lugar                           | Medalla           | Prueba           |
| ------------------ | ------------------------------- | ----------------- | ---------------- |
| 2002               | Salt Lake City (Estados Unidos) | Medalla de bronce | 50 km            |
| 2010               | Vancouver (Canadá)              | Medalla de plata  | Relevo 4 × 5 km  |
| Campeonato Mundial |                                 |                   |                  |
| Año                | Lugar                           | Medalla           | Prueba           |
| 1999               | Ramsau (Austria)                | Medalla de bronce | 10 km            |
| 2001               | Lahti (Finlandia)               | Medalla de oro    | Relevo 4 × 10 km |
| 2001               | Lahti (Finlandia)               | Medalla de bronce | 15 km            |
| 2005               | Oberstdorf (Alemania)           | Medalla de oro    | Relevo 4 × 10 km |
| 2005               | Oberstdorf (Alemania)           | Medalla de bronce | 50 km            |
| 2007               | Sapporo (Japón)                 | Medalla de oro    | 50 km            |
| 2007               | Sapporo (Japón)                 | Medalla de oro    | Relevo 4 × 10 km |
| 2009               | Liberec (República Checa)       | Medalla de oro    | Relevo 4 × 10 km |